# Unigro (levensmiddelen)
Unigro was een Nederlandse groothandel in levensmiddelen, die de supermarktformule Super voerde (voorheen VéGé en ViVo). De supermarkten waren van zelfstandig ondernemers. Verder was Unigro samen met Schuitema eigenaar van Spar. De grootaandeelhouder was Eric Albada Jelgersma. In 1996 fuseerde Unigro met De Boer winkelbedrijven, waardoor een groep van 380 supermarkten ontstond die de formule Super De Boer hanteerden.
Een holding met de naam De Boer Unigro werd gevormd voor de formules in de nieuwe organisatie te weten: Super De Boer supermarkten, De Spar supermarkten, de Trekpleister Drogisten en de Mitra Slijterijen. Albada Jelgersma kreeg de meerderheid van de aandelen (57%) van de nieuwe groep in handen.
Vrij kort na de fusie van Unigro en De Boer kwam het in 1998 tot een fusie met de Vendex Food Groep en ontstond Laurus.